# مارتن أندرسون
مارتن أندرسون (بالسويدية: Martin Andersson)‏ (16 يناير 1981 السويد السويد - ) هو لاعب كرة قدم سويدي يلعب كمدافع.

## روابط خارجية
- مارتن أندرسون على موقع اتحاد السويد (السويدية)
- مارتن أندرسون على موقع قاعدة بيانات كرة القدم.إي يو (الإنجليزية)
- مارتن أندرسون على موقع AS.com (الإسبانية)